# PFCモンタナ
FCモンタナ（FC Montana (ブルガリア語: ФК Монтана)）は、ブルガリア・モンタナに本拠地を置くサッカークラブ。
1921年モンタナに本拠地を置いていた複数のアマチュアクラブが合併して設立された。

## 歴史

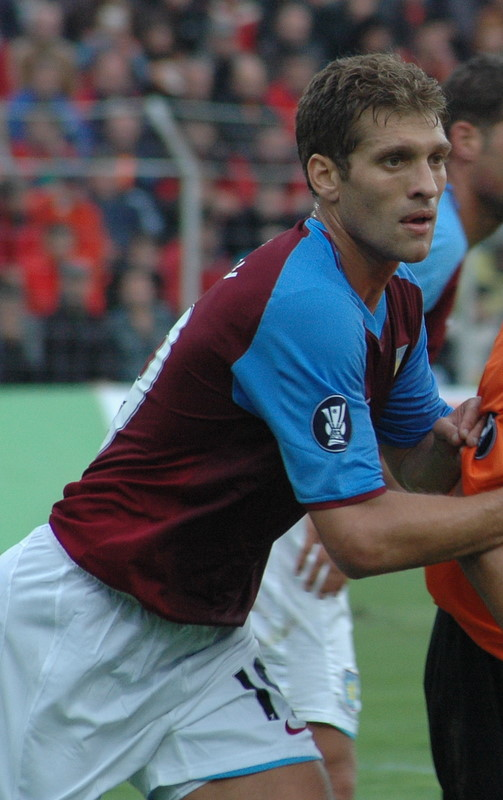
モンタナのユースアカデミーで育ったスティリアン・ペトロフ

1921年、SCフリスト・ミハイロフ（SC Hristo Mihaylov）の名で設立。1990年に現在の名前に変更された。
トップリーグでの最高成績は1995-96シーズンの9位。その後クラブは財政破綻し1997-98シーズンに5部に強制降格させられた。

## タイトル
セカンドリーグ:
- (2回): 2008-09, 2014-15

## 歴代所属選手
- アルビ・ドスティ
- ブラジョ・イグマノヴィッチ
- マテイ・ポプラトニク
- サミル・アヤス
- ダヴィド・キキ
- オリヴィエ・ボンヌ
- ルイス・エドゥアルド
- リアンドロ・マルティス
- コリン・ブルックス＝ミード

## 歴代監督
- ステファン・ゲノフ (2019)
- アタナス・アタナソフ (2019)
- ニコラ・スパソフ (2020)
- アタナス・アタナソフ (2020-2021)
- スヴェトラン・コンデフ (2021)
- アントニ・ズドラヴコフ (2021-2022)
- フェラリオ・スパソフ (2022-2023)